# 米哈伊利夫卡 (第聶伯羅區)
49°5′31″N 34°39′2″E / 49.09194°N 34.65056°E
米哈伊利夫卡（烏克蘭語：Михайлівка）是位於烏克蘭中部的村莊，由第聶伯羅彼得羅夫斯克州裡第聶伯羅區的察里昌卡市鎮負責管轄。該村處於莫克拉扎普拉夫卡河左岸，分別距離胡帕利夫卡1.5公里和切爾沃納奧里利卡2公里，海拔高度72米，2001年人口440。